# Apona major
Apona major är en fjärilsart som beskrevs av Rothschild 1917. Apona major ingår i släktet Apona och familjen Eupterotidae. Inga underarter finns listade i Catalogue of Life.